# Marsdenia grandiflora
Marsdenia grandiflora är en oleanderväxtart som först beskrevs av Joseph Decaisne, och fick sitt nu gällande namn av Choux. Marsdenia grandiflora ingår i släktet Marsdenia och familjen oleanderväxter. Inga underarter finns listade i Catalogue of Life.